# Compagnons d'armes de Jeanne d'Arc
Ne doit pas être confondu avec Compagnons de Jeanne d'Arc.
Cette page présente la liste des compagnons d'armes de Jeanne d'Arc.
- Haut – A
- B
- C
- D
- E
- F
- G
- H
- I
- J
- K
- L
- M
- N
- O
- P
- Q
- R
- S
- T
- U
- V
- W
- X
- Y
- Z

## A
- Charles II d'Albret
- Jean II d'Alençon
- Ambleville (sans plus de précision) héraut d'armes de Jeanne
- Louis d'Amboise, vicomte de Thouars
- Pierre d'Amboise, seigneur de Chaumont
- René d'Anjou
- Jean d'Arc, frère de Jeanne
- Pierre d'Arc, frère de Jeanne
- Richard l'Archer
- Bernard VIII d'Armagnac, comte de Pardiac
- Thibault d'Armagnac, dit « Thibault de Termes »
- Jean d'Aulon, seigneur de Caudeval

- Haut – A
- B
- C
- D
- E
- F
- G
- H
- I
- J
- K
- L
- M
- N
- O
- P
- Q
- R
- S
- T
- U
- V
- W
- X
- Y
- Z

## B
- Arnault Guilhem de Barbazan
- Robert de Baudricourt
- Jean II de Beauvilliers, dit le Camus seigneur du Lude en Sologne
- Charles Ier de Bourbon, comte de Clermont
- Louis de Bourbon, comte de Montpensier
- Louis de Bourbon, comte de Vendôme
- Arthur III de Bretagne
- Jean de Brosse dit maréchal de Boussac
- Jean V de Bueil

- Haut – A
- B
- C
- D
- E
- F
- G
- H
- I
- J
- K
- L
- M
- N
- O
- P
- Q
- R
- S
- T
- U
- V
- W
- X
- Y
- Z

## C
- Antoine de Chabannes
- Jacques Ier de Chabannes de La Palice
- Louis de Coutes dit « Minguet » page de Jeanne
- Louis de Culant amiral de France

- Haut – A
- B
- C
- D
- E
- F
- G
- H
- I
- J
- K
- L
- M
- N
- O
- P
- Q
- R
- S
- T
- U
- V
- W
- X
- Y
- Z

## D
- Jacques de Dinan, seigneur de Beaumanoir
- Jean de Dunois dit « le bâtard d'Orléans »

- Haut – A
- B
- C
- D
- E
- F
- G
- H
- I
- J
- K
- L
- M
- N
- O
- P
- Q
- R
- S
- T
- U
- V
- W
- X
- Y
- Z

## G
|
- Guillaume III de Gamache (voir famille de Gamache rubrique Wikipédia)[C'est-à-dire ?]
- Jean de Gamache[2]
- Raoul de Gaucourt
- Guyenne (sans plus de précision) héraut d'armes de Jeanne

- Haut – A
- B
- C
- D
- E
- F
- G
- H
- I
- J
- K
- L
- M
- N
- O
- P
- Q
- R
- S
- T
- U
- V
- W
- X
- Y
- Z

## H
- Christophe d'Harcourt
- Jean de Honnecourt
- Julien de Honnecourt

- Haut – A
- B
- C
- D
- E
- F
- G
- H
- I
- J
- K
- L
- M
- N
- O
- P
- Q
- R
- S
- T
- U
- V
- W
- X
- Y
- Z

## K
- Tugdual de Kermoysan

- Haut – A
- B
- C
- D
- E
- F
- G
- H
- I
- J
- K
- L
- M
- N
- O
- P
- Q
- R
- S
- T
- U
- V
- W
- X
- Y
- Z

## L
- Guy XIV de Laval
- Robert Le Maçon
- Ambroise de Loré

- Haut – A
- B
- C
- D
- E
- F
- G
- H
- I
- J
- K
- L
- M
- N
- O
- P
- Q
- R
- S
- T
- U
- V
- W
- X
- Y
- Z

## M
- Jean de Metz
- Jean de Monteclerc, dit Jean le Lorrain

- Haut – A
- B
- C
- D
- E
- F
- G
- H
- I
- J
- K
- L
- M
- N
- O
- P
- Q
- R
- S
- T
- U
- V
- W
- X
- Y
- Z

## P
- Jean Pasquerel aumônier de Jeanne
- Bertrand de Poulengy

- Haut – A
- B
- C
- D
- E
- F
- G
- H
- I
- J
- K
- L
- M
- N
- O
- P
- Q
- R
- S
- T
- U
- V
- W
- X
- Y
- Z

## R
- Jean de Ravalet : Archer du roi à Cherbourg, compagnon de Jeanne d’Arc dans la compagnie de Gilles de Rais, anobli par le roi Charles VII pour faits d’armes à Poitiers.
- Gilles de Rais
- André de Rambures
- Raymond (dont le nom n'est pas cité) page de Jeanne

- Haut – A
- B
- C
- D
- E
- F
- G
- H
- I
- J
- K
- L
- M
- N
- O
- P
- Q
- R
- S
- T
- U
- V
- W
- X
- Y
- Z

## T
- Georges de La Trémoille, comte de Boulogne

- Haut – A
- B
- C
- D
- E
- F
- G
- H
- I
- J
- K
- L
- M
- N
- O
- P
- Q
- R
- S
- T
- U
- V
- W
- X
- Y
- Z

## V
- Colet de Vienne
- Étienne de Vignolles dit La Hire

- Haut – A
- B
- C
- D
- E
- F
- G
- H
- I
- J
- K
- L
- M
- N
- O
- P
- Q
- R
- S
- T
- U
- V
- W
- X
- Y
- Z

## W
- John Wishart

- Haut – A
- B
- C
- D
- E
- F
- G
- H
- I
- J
- K
- L
- M
- N
- O
- P
- Q
- R
- S
- T
- U
- V
- W
- X
- Y
- Z

## X
- Jean Poton de Xaintrailles

- Haut – A
- B
- C
- D
- E
- F
- G
- H
- I
- J
- K
- L
- M
- N
- O
- P
- Q
- R
- S
- T
- U
- V
- W
- X
- Y
- Z